# Linognathus setosus
Linognathus setosus ist eine weltweit beim Haushund und Rotfuchs auftretende Tierlaus. Sie ist vollgesaugt bis zu 2 mm lang und hat einen langen spitzen Kopf. Augen und Augenhöcker fehlen. Das erste Beinpaar ist geringer entwickelt als die beiden übrigen. Die Beine enden jeweils mit einer kräftigen Klaue. Sternalplatte und Paratergalplatten sind nicht ausgebildet. Bei Welpen kann der Parasit eine Blutarmut verursachen. Zudem ist die Hundelaus Zwischenwirt von Acanthocheilonema reconditum, wobei bislang nicht bekannt ist, inwieweit sie ein effektiver Vektor für diese Filarie ist.
Die Adulten besiedeln vorzugsweise Kopf und Hals, bei Hunden sitzen sie am liebsten unter dem Halsband. Die Weibchen legen ein Ei pro Tag und kleben es an ein Haar. Der Schlupf der Larven erfolgt nach 10 bis 15 Tagen. Die Nymphen durchlaufen innerhalb von zwei Wochen drei Entwicklungsstadien. Sie gleichen den Adulten, sind aber kleiner. Der gesamte Lebenszyklus vom Ei zum Adulten dauert 20 bis 40 Tage. Die Übertragung auf andere Hunde erfordert einen engen Körperkontakt. Außerhalb des Wirts kann die Hundelaus nur wenige Tage überleben, aus herabgerieselten Eiern können bei warmem Wetter noch nach zwei bis drei Wochen Nymphen schlüpfen, weshalb eine gründliche Reinigung des Liegeplatzes bei einem Befall wichtig ist.